# Dixella filicornis
Dixella filicornis är en tvåvingeart som först beskrevs av Edwards 1926.  Dixella filicornis ingår i släktet Dixella och familjen u-myggor. Inga underarter finns listade i Catalogue of Life.